# Halowe Mistrzostwa Świata w Lekkoatletyce 1991 – skok w dal kobiet
Skok w dal kobiet – jedna z konkurencji rozgrywanych podczas halowych mistrzostw świata w lekkoatletyce w 1991. Kwalifikacje odbyły się 8 marca, a finał został rozegrany 9 marca.
Do kwalifikacji zgłoszonych zostało 18 zawodniczek z 13 państw.
Zawody w tej konkurencji wygrała reprezentantka ZSRR Łarysa Bereżna. Drugą pozycję zajęła zawodniczka z Niemiec Heike Drechsler, trzecią zaś reprezentująca Rumunię Marieta Ilcu.

## Wyniki

### Kwalifikacje
Źródło: 
| Miejsce | Zawodniczka        | Państwo           | Podejście | Podejście | Podejście | Wynik | Uwagi |
| Miejsce | Zawodniczka        | Państwo           | #1        | #2        | #3        | Wynik | Uwagi |
| ------- | ------------------ | ----------------- | --------- | --------- | --------- | ----- | ----- |
| 1.      | Heike Drechsler    | Niemcy            | 6,66      | –         | –         | 6,66  |       |
| 2.      | Łarysa Bereżna     | ZSRR              | 6,31      | 6,49      | 6,64      | 6,64  |       |
| 3.      | Valentina Uccheddu | Włochy            | 6,58      | –         | –         | 6,58  |       |
| 4.      | Marieta Ilcu       | Rumunia           | 6,30      | 6,42      | 6,53      | 6,53  |       |
| 5.      | Inesa Kraweć       | ZSRR              | 6,51      | –         | –         | 6,51  |       |
| 6.      | Renata Nielsen     | Dania             | 6,34      | 6,49      | 6,15      | 6,49  |       |
| 7.      | Nicole Staines     | Australia         | X         | 6,48      | 6,39      | 6,48  |       |
| 8.      | Mirela Dulgheru    | Rumunia           | 6,40      | 6,45      | X         | 6,45  |       |
| 9.      | Ljudmiła Ninowa    | Austria           | 6,18      | 6,36      | X         | 6,36  | NR    |
| 10.     | Ringa Ropo         | Finlandia         | 6,29      | 6,35      | 6,22      | 6,35  |       |
| 11.     | Niurka Montalvo    | Kuba              | X         | X         | 6,34      | 6,34  |       |
| 12.     | Carol Lewis        | Stany Zjednoczone | 6,30      | 6,27      | 6,24      | 6,30  |       |
| 13.     | Cindy Greiner      | Stany Zjednoczone | 6,17      | 6,11      | 6,27      | 6,27  |       |
| 14.     | Claudia Gerhardt   | Niemcy            | 4,39      | 6,06      | 6,22      | 6,22  |       |
| 15.     | Jayne Moffitt      | Nowa Zelandia     | 6,06      | 5,90      | 6,00      | 6,06  |       |
| 16.     | Liu Shuzhen        | Chiny             | 4,30      | 5,65      | 6,06      | 6,06  |       |
| 17.     | Wang Wenhong       | Chiny             | 5,78      | X         | 5,94      | 5,94  |       |
| –       | Erica Johansson    | Szwecja           | X         | –         | –         | NM    |       |

### Finał
Źródło: 
| Miejsce | Zawodniczka        | Państwo           | Podejście | Podejście | Podejście | Podejście | Podejście | Podejście | Wynik | Uwagi |
| Miejsce | Zawodniczka        | Państwo           | #1        | #2        | #3        | #4        | #5        | #6        | Wynik | Uwagi |
| ------- | ------------------ | ----------------- | --------- | --------- | --------- | --------- | --------- | --------- | ----- | ----- |
| 01 !    | Łarysa Bereżna     | ZSRR              | 6,72      | 6,65      | X         | X         | 6,84      | 6,74      | 6,84  |       |
| 02 !    | Heike Drechsler    | Niemcy            | 5,81      | 6,82      | X         | X         | 6,66      | 6,68      | 6,82  |       |
| 03 !    | Marieta Ilcu       | Rumunia           | 6,66      | 6,57      | 4,65      | 6,62      | 6,74      | X         | 6,74  |       |
| 4.      | Inesa Kraweć       | ZSRR              | 6,64      | X         | 6,42      | 6,68      | 5,19      | 6,71      | 6,71  |       |
| 5.      | Niurka Montalvo    | Kuba              | 6,58      | 6,45      | 6,48      | 6,52      | 6,68      | 6,33      | 6,68  | NR    |
| 6.      | Nicole Staines     | Australia         | 6,56      | 6,47      | 6,47      | 6,59      | 6,66      | X         | 6,66  | AR    |
| 7.      | Valentina Uccheddu | Włochy            | X         | 6,55      | 6,58      | 6,51      | 6,32      | X         | 6,58  |       |
| 8.      | Carol Lewis        | Stany Zjednoczone | 6,55      | 6,45      | 6,38      | X         | 6,41      | 6,41      | 6,55  |       |
| 9.      | Mirela Dulgheru    | Rumunia           | X         | 6,47      | 6,50      | NQ        | NQ        | NQ        | 6,50  |       |
| 10.     | Renata Nielsen     | Dania             | 6,43      | 6,49      | 4,66      | NQ        | NQ        | NQ        | 6,49  |       |
| 11.     | Cindy Greiner      | Stany Zjednoczone | 6,08      | 6,11      | 6,38      | NQ        | NQ        | NQ        | 6,38  |       |
| 12.     | Ringa Ropo         | Finlandia         | 4,82      | 6,32      | X         | NQ        | NQ        | NQ        | 6,32  |       |
| 13.     | Ljudmiła Ninowa    | Austria           | 6,30      | X         | 6,19      | NQ        | NQ        | NQ        | 6,30  |       |